# Alice Ghostley

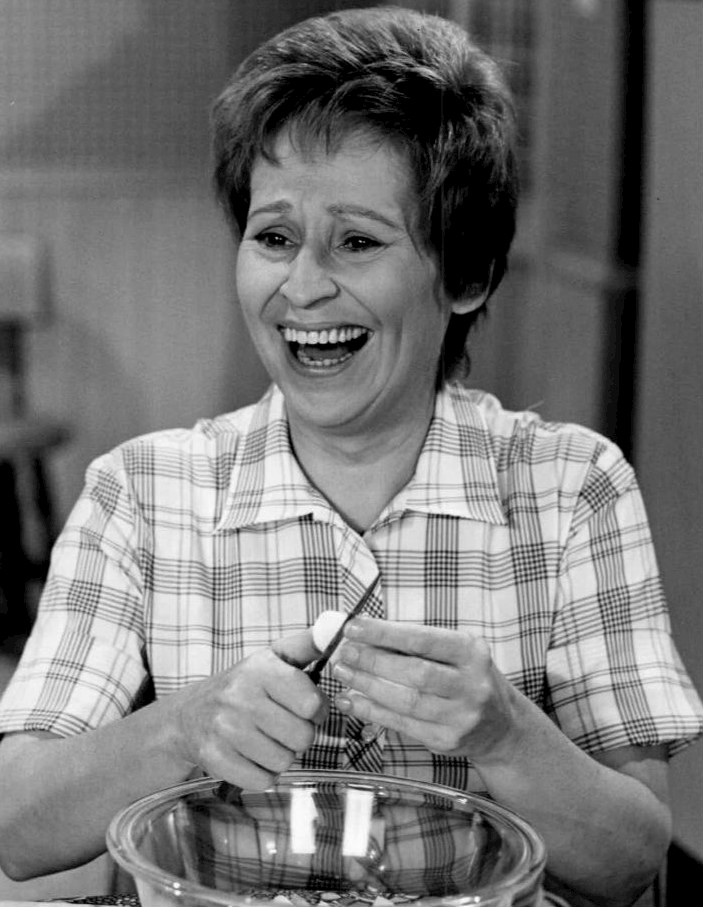
Alice Ghostley

Alice Margaret Ghostley (* 14. August 1923 in Eve, Missouri; † 21. September 2007 in Studio City, Los Angeles, Kalifornien) war eine US-amerikanische Schauspielerin.

## Leben
Alice Margaret Ghostley wurde am Bahnhof von Eve, Missouri geboren, wo ihr Vater damals als Telegrafist arbeitete. Sie wuchs in Henryetta, Oklahoma auf. Nach ihrer Highschool studierte sie Schauspielerei an der University of Oklahoma. Sie brach ihr Studium ab, um sich auf ihre Theaterkarriere zu konzentrieren. 1952 debütierte sie am Broadway und spielte dort bis Mitte der 1960er Jahre regelmäßig. Während dieser Zeit wurde sie zwei Mal, 1963 und 1965, als Beste Nebendarstellerin für einen Tony Award nominiert, den sie 1965 schließlich gewinnen konnte.
Als Filmschauspielerin debütierte sie bereits Anfang der 1950er Jahre in kleineren Fernsehrollen. Sie spielte in Fernsehserien und -filmen mit, bevor sie 1963 in der Literaturverfilmung Wer die Nachtigall stört als Tante Stephanie Crawford an der Seite von Schauspielern wie Gregory Peck, Mary Badham und Robert Duvall auf der Leinwand debütierte. Später spielte sie noch in bekannten Filmen wie Die Reifeprüfung, Grease und Immer noch ein seltsames Paar mit. Für ihre Darstellung der Bernice Clifton, welche sie von 1986 bis 1993 in der Sitcom Mann muss nicht sein verkörperte, wurde sie 1992 für einen Emmy nominiert.
Am 21. September 2007 verstarb Ghostley im Alter von 84 Jahren an den Folgen ihrer Darmkrebserkrankung und einer Reihe von Schlaganfällen. Ghostley war von 1953 bis zu dessen Tod am 21. Mai 2003 mit dem Schauspieler Felice Orlandi verheiratet. Die Ehe blieb kinderlos.

## Filmografie (Auswahl)

### Spielfilme
- 1962: Wer die Nachtigall stört (To Kill a Mockingbird)
- 1967: Der tolle Mr. Flim-Flam (The Flim-Flam Man)
- 1967: Die Reifeprüfung (The Graduate)
- 1968: Der Mann in Mammis Bett (With Six You Get Eggroll)
- 1969: Viva Max!
- 1976: Mein Name ist Gator (Gator)
- 1978: Blue Sunshine
- 1978: Grease
- 1978: Ja, lüg' ich denn? (Rabbit Test)
- 1984: Geheimsache Schweinebacke (Not for Publication)
- 1988: Scout Academy (The Wrong Guys)
- 1990: Perry Mason und der Tod eines Idols (Perry Mason: The Case of the Silenced Singer)
- 1998: Addams Family – Und die lieben Verwandten (Addams Family Reunion)
- 1998: Immer noch ein seltsames Paar (The Odd Couple II)
- 1999: Palmer's Pickup – Ein abgefahrener Trip (Palmer’s Pick Up)
- 2000: Whispers: Ein Elefantenmärchen (Whispers: An Elephant’s Tale)

### Fernsehserien
- 1966–1968: Mini-Max (Get Smart, zwei Folgen)
- 1966–1972: Verliebt in eine Hexe (Bewitched, 16 Folgen)
- 1969–1970: Der Geist und Mrs. Muir (The Ghost & Mrs. Muir, zwei Folgen)
- 1969–1971: Ein Käfig voller Helden (Hogan’s Heroes, zwei Folgen)
- 1971–1972: Sheriff ohne Colt und Tadel (Nichols, zwei Folgen)
- 1972–1974: Temperatures Rising (acht Folgen)
- 1986–1993: Mann muss nicht sein (Designing Women, 33 Folgen)
- 1988–1989: Small Wonder (vier Folgen)
- 1992–1994: Daddy schafft uns alle (Evening Shade, sechs Folgen)
- 1994: Diagnose: Mord ("Diagnosis: Murder", 1 Folge)
- 1996–1997: Aaahh!!! Monster (AAAHH!!! Real Monsters, zwei Folgen)